# Balinês (gato)
O Gato balinês é uma raça de pêlo doméstico de cabelos compridos, com coloração pontual no estilo siamês e olhos azuis-safira. O balinês também é conhecido como siamês de cabelos compridos de raça pura, uma vez que se originou como uma mutação natural dessa raça e, portanto, é essencialmente o mesmo gato com uma pelagem sedosa de comprimento médio e uma cauda distintamente emplumada.
Como é o caso de seus pares de pêlo curto, é feita uma distinção genética entre os tipos de corpo tradicionais ou "antiquados" e os modernos. No padrão americano, as variantes de cores derivadas do Colorpoint de pelo curto são ainda consideradas uma raça separada, conhecida como javanesa. Não existe uma conexão particular entre esses gatos e as ilhas indonésias de Bali e Java, das quais eles derivam seus nomes.
Como seus ancestrais siameses, os balineses são sociáveis, vocais, brincalhões e curiosos, e uma raça inteligente.

## História e desenvolvimento

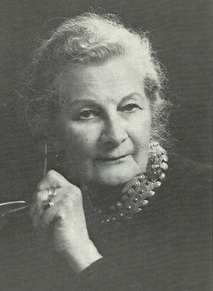
Sylvia Holland, criadora pioneira de Bali

O "Balinês" não é realmente de Bali ou qualquer parte da Indonésia. Sua história começa com os primeiros gatos siameses importados da Tailândia para os EUA e o Reino Unido em meados do século XIX, alguns dos quais carregavam o gene recessivo de pêlo comprido. A raça balinesa subsequentemente se originou de esforços deliberados de criação baseados em torno desse traço genético naturalmente expresso.

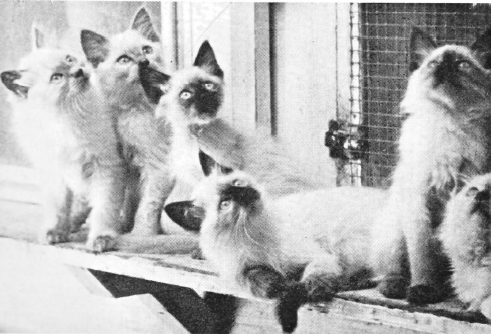
Os filhotes de Sylvia Holland em Bali, por volta de 1971

Inicialmente, ocasionalmente, gatinhos de pêlo comprido em ninhadas siamesas eram considerados uma falha nas linhagens e vendidos exclusivamente como animais de estimação. Existem registros desses gatos desde o século XX; Os "siameses de pêlo comprido" foram registrados pela primeira vez como gatos de exposição na Federação Americana de Criadores de Gatos em 1928. Em meados da década de 1950, os criadores nos EUA iniciaram esforços sérios para desenvolver a variante de pêlo comprido como uma raça separada. Considerando o nome siamês de cabelos compridos muito pesado, a criadora inicial Helen Smith apelidou a nova raça de "balinesa" como uma referência à graça dos dançarinos balineses.
Uma criadora chamada Sylvia Holland (que também foi ilustradora do Walt Disney Studios) trabalhou para estabelecer ainda mais o padrão da raça nas décadas de 1960 e 1970. Ela reconheceu apenas os gatos que exibiam os clássicos pontos siameses em foca, chocolate, azul e lilás como verdadeiros balineses, recusando-se a aceitar outros com o argumento de que provavelmente se originaram de cruzamentos com outras raças. Enquanto isso, a American Cat Fanciers 'Association havia classificado oficialmente os siameses com os mais novos padrões em vermelho e creme, além de pontos padronizados de lince (tabby) e tartaruga (ou "tortie") como uma raça separada, o Colorpoint de pelo curto e os gatos de pêlo longo. dessas cores e padrões foram posteriormente classificados separadamente como "javaneses", de acordo com o tema da ilha indonésia.
Como seus ancestrais siameses, os balineses gradualmente se dividiram em duas variedades separadas, com base no tipo físico. O siamês tradicional (também chamado de estilo antigo ou "cabeça de maçã", agora desenvolvido separadamente como o tailandês) era o tipo de moda quando o Bali foi estabelecido e, portanto, usado em seu desenvolvimento; esses balineses à moda antiga ainda se assemelham aos dos programas iniciais de criação.
No entanto, à medida que os siameses pais de cabelos curtos ganhavam popularidade, uma tendência se desenvolveu em favor de um tipo mais alongado e esbelto, com uma cabeça em forma de cunha. O balinês moderno (ou "contemporâneo") foi subseqüentemente derivado diretamente desse novo ideal siamês. Em meados da década de 1980, os balineses à moda antiga, como seus colegas siameses, haviam desaparecido da maioria das exposições de gatos, com exceção de alguns criadores que mantinham o tipo original de Bali. As duas variedades de Bali, portanto, têm muito pouco ou nenhum ancestral recente em comum.